# Carmelita
|  | Aquest article tracta sobre la població californiana. Si cerqueu l'orde religiós, vegeu «carmelites». |

Carmelita és un antic assentament al comtat de Fresno (Califòrnia) a uns 13,7 km al nord de Reedley. A Carmelita hi hagué una oficina de correus els anys 1899 i 1900.